# Vleesbaai
Vleesbaai è una località costiera sudafricana situata nella municipalità distrettuale di Eden nella provincia del Capo Occidentale. Affacciato sulla baia di Vlees a metà strada tra Mossel Bay a est e Gouritsmond a ovest, il piccolo centro è una popolare stazione balneare.